# Kilmuir
Kilmuir (Schots-Gaelisch: Cille Mhoire) is een dorp in de Schotse lieutenancy Ross and Cromarty in het raadsgebied Highland op het eiland Skye.